# Konzertvereinigung Wiener Staatsopernchor

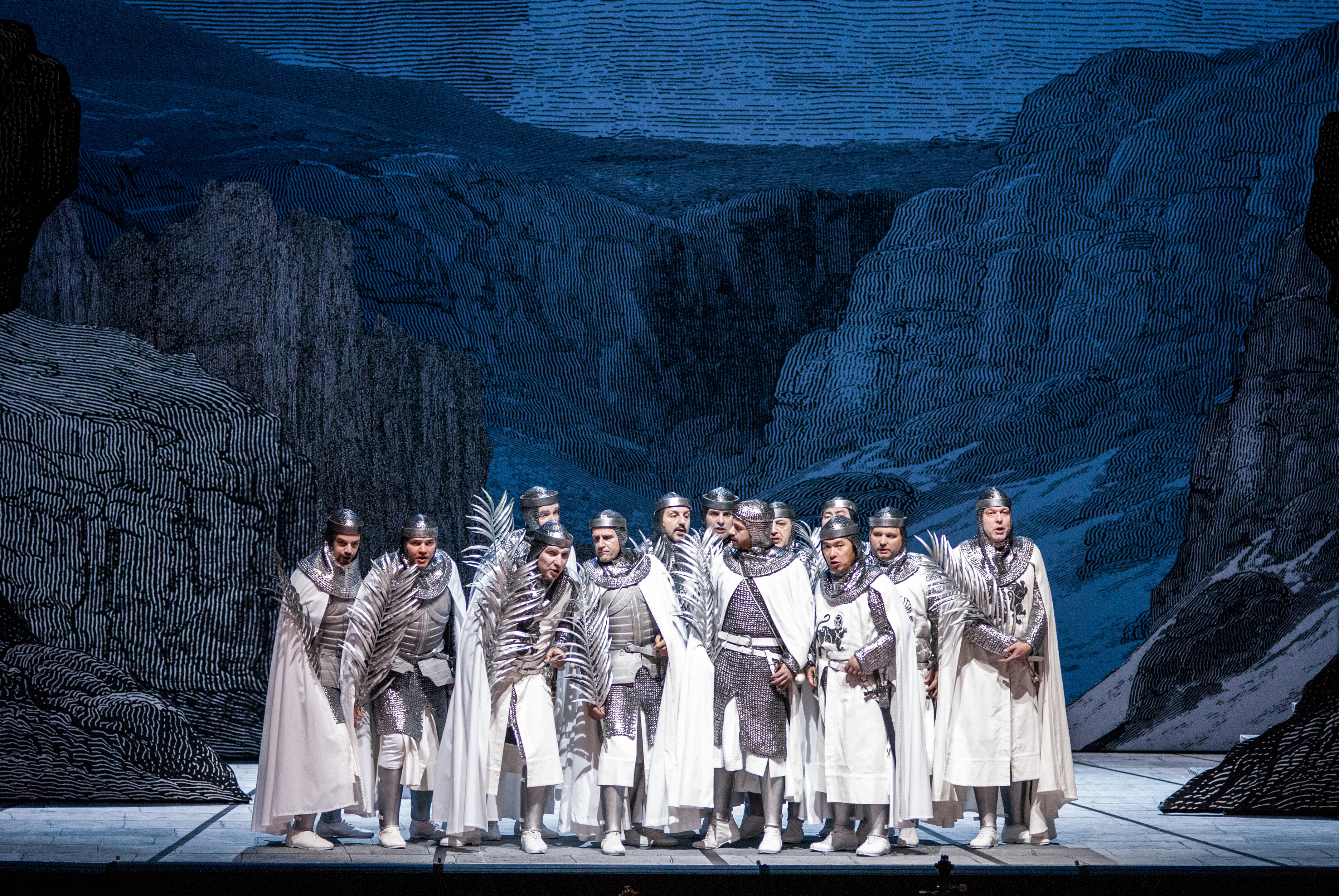
Im Fierrabras, Salzburger Festspiele 2014

Die Konzertvereinigung Wiener Staatsopernchor ist ein österreichischer Gemischter Chor klassischer Musik und wird gebildet von Mitgliedern aus dem Chor der Wiener Staatsoper.

## Geschichte
1927 gründete ein Chormitglied der Wiener Staatsoper, Viktor Maiwald, die Konzertvereinigung Wiener Staatsopernchor, um dem Ensemble auch außerhalb des Hauses eine Bühnenpräsenz zu verschaffen – in Anlehnung an die Wiener Philharmoniker, die sich bereits 1842 aus dem Wiener Staatsopernorchester heraus für eigene externe Konzerte verselbständigt hatten.
Der Chor ist in Selbstverwaltung organisiert und wählt vier Vorstandsmitglieder, im Einzelnen einen Kassierer, Geschäftsführer, Schriftführer und den Vorstand, sowie einen erweiterten Vorstand aus acht Stimmvertreter der einzelnen Stimmgruppen, um deren Interessen zu vertreten. die auch repräsentative Aufgaben wahrnehmen. Ihren jeweiligen Konzertdirektor ernennt die Konzertvereinigung bereits seit ihrer Gründung ebenfalls selber aus ihr nahestehenden Dirigenten. Dazu gehören unter anderem Karl Böhm, Claudio Abbado und dreifach Clemens Krauss.
Der Chor nimmt Engagements für Fernsehproduktionen, Tonträgereinspielungen und Konzerte war. Vor allem die intensive Mitwirkung mit mehreren zeitgleichen Produktionen bei den Salzburger Festspielen machen dabei unter Umständen die Rekrutierung von Substituten notwendig, die nach dem Vorsing-Auswahlverfahren zur Verstärkung ausgewählt werden.

## Konzertdirektoren
| Jahre | Jahre | Dirigent          | Land       |
| von   | bis   | Dirigent          | Land       |
| ----- | ----- | ----------------- | ---------- |
| 1927  | 1931  | Franz Schalk      | Osterreich |
| 1931  | 1934  | Clemens Krauss    | Osterreich |
| 1935  | 1936  | Felix Weingartner | Osterreich |
| 1936  | 1938  | Bruno Walter      | \|         |
| 1939  | 1945  | Clemens Krauss    | Osterreich |
| 1945  | 1947  | Josef Krips       | Osterreich |
| 1949  | 1954  | Clemens Krauss    | Osterreich |
| 1954  | 1981  | Karl Böhm         | Osterreich |
| 1987  | 2002  | Claudio Abbado    | Italien    |
| 2002  |       | Seiji Ozawa       | Japan      |

## Diskografie (Auswahl)
- Claude Debussy: Pelléas et Mélisande unter der Leitung von Claudio Abbado
- Johannes Brahms: Ein deutsches Requiem unter der Leitung von Carlo Maria Giulini
- Wolfgang Amadeus Mozart: Requiem unter der Leitung von Karl Böhm
- Richard Wagner: Lohengrin unter der Leitung von Claudio Abbado
- Giuseppe Verdi: Un ballo in maschera unter der Leitung von Herbert von Karajan